# やっさ祭り
三原やっさ祭り（みはらやっさまつり）は、広島県三原市で毎年8月第2日曜日を含む金曜日・土曜日・日曜日の3日間にわたって、JR三原駅前を中心に行われる祭り。

## 概要
- 1567年（永禄10年）、戦国武将の小早川隆景が三原城を築いたことを祝い、城下の人たちが踊ったのが始まりと伝えられている。祭りは毎年8月の第2日曜日を含む金曜日・土曜日・日曜日の3日間にわたって行われ、地元の踊り手たちが「やっさやっさ」と声をかけながら三味線、笛、太鼓の響きに合わせて踊りを披露し、JR三原駅前を練り歩く[1]。
- 第1回の開催は1976年（昭和51年）。運営母体は三原やっさ祭り振興協議会、運営主体はやっさ祭り実行委員会である。1976年以前は「花火大会」を商工会議所が、「やっさ踊り」を観光協会が、「夏祭り子どもやっさ」を商栄会がそれぞれ開催していた。
- 祭りのシンボルとして三原ミスやっさが存在する。祭りまでに県大型観光キャンペーンの参加や三原市の観光PRを行う[2]。
- 期間中は焼きそばやかき氷などの食べ物、金魚すくいなど様々なお店が並んだやっさ屋台村が設営される。
- 祭りの様子は三原テレビ放送で生中継される[3]。
- 2020年（令和2年）4月20日、新型コロナウイルス感染症の拡大が懸念されるとして、三原やっさ祭り振興協議会はこの年の開催中止を決定した[4]。

## 祭りの内容
- 期間中は正午以降に各会場でイベントが行われる[5][6]。
- 金曜日および土曜日は17時頃から、延べ110チーム、およそ7000人の踊り手たちがJR三原駅前周辺のコースを練り歩く[5]。
- 日曜日は20時頃よりおよそ1時間、「やっさ花火フェスタ」と題して沼田川河口で花火が打ち上げられていたが、現在は会場が糸崎埠頭に変更されており、2尺玉の打ち上げが目玉となっている。
- 総踊りの最後には「正調やっさ部門」や「創作やっさ部門」などの大賞が発表される[7]。